# سازمان توسعه سینمایی سوره
سازمان توسعهٔ سینمایی سوره (سازمان سینمایی سوره) در دههٔ ۱۳۶۰ با ساخت فیلم‌های کوتاه شروع به کار کرد، اما از سال ۱۳۷۶ که به نام فعلی تغییر نام داد، به عنوان یکی از سازمان‌های فعال در عرصهٔ سینمای ایران شناخته شد.
در حال حاضر، فعالیت‌های این سازمان بر ساخت فیلم‌های سینمایی و سریال، تولید برنامه‌های تلویزیونی، تولید فیلم‌های کوتاه، مستند و انیمیشن، خرید امتیاز تکثیر فیلم‌های خارجی، پخش و اکران فیلم های سینمایی، سینماداری و سینما سازی، و جذب و آموزش فیلمسازان جوان و هنرجویان سینما متمرکز است. مورد اخیر از طریق کارگاه های فیلمسازی کوتاه و برگزاری کارگاه‌های فیلم‌نامه‌نویسی صورت می‌پذیرد. (مدرسه کارگاهی فیلم‌نامه‌نویسی سوره از سال ۱۳۷۲ و باشگاه فیلم سوره از سال ۱۳۹۳ در این زمینه فعالیت دارد.) در حال حاضر مدیر عامل این سازمان حمیدرضا جعفریان است.

## فعالیت‌های سازمان
- تولید فیلم سینمایی و سریال
- تولید فیلم کوتاه، مستند، داستانی و انیمیشن
- پخش و اکران فیلم سینمایی (بهمن سبز[۷])
- تولید برنامه‌های تلویزیونی
- فروش بلیت سینما[۸]
- بازسازی، توسعه و مدیریت سینماها
- بازرگانی و نمایش آگهی های تبلیغاتی در سینما
- خرید امتیاز رایت فیلم‌های خارجی و داخلی
- جذب و تربیت هنرجو
- برگزاری جشنواره‌های داخلی و بین‌المللی[۹]